# FC Unirea Dej
Fotbal Club Unirea Dej, cunoscut sub numele de Unirea Dej, este un club de fotbal din Dej, Județul Cluj, România, ce evoluează în prezent în Liga a III-a. Deși este una dintre cele mai vechi formații de fotbal din România, fiind fondată în anul 1921, Unirea nu a reușit niciodată să ajungă pe prima scenă a fotbalului românesc. Echipa își dispută meciurile de acasă pe Stadionul Municipal din Dej (capacitate 3000 locuri).

## Istoric

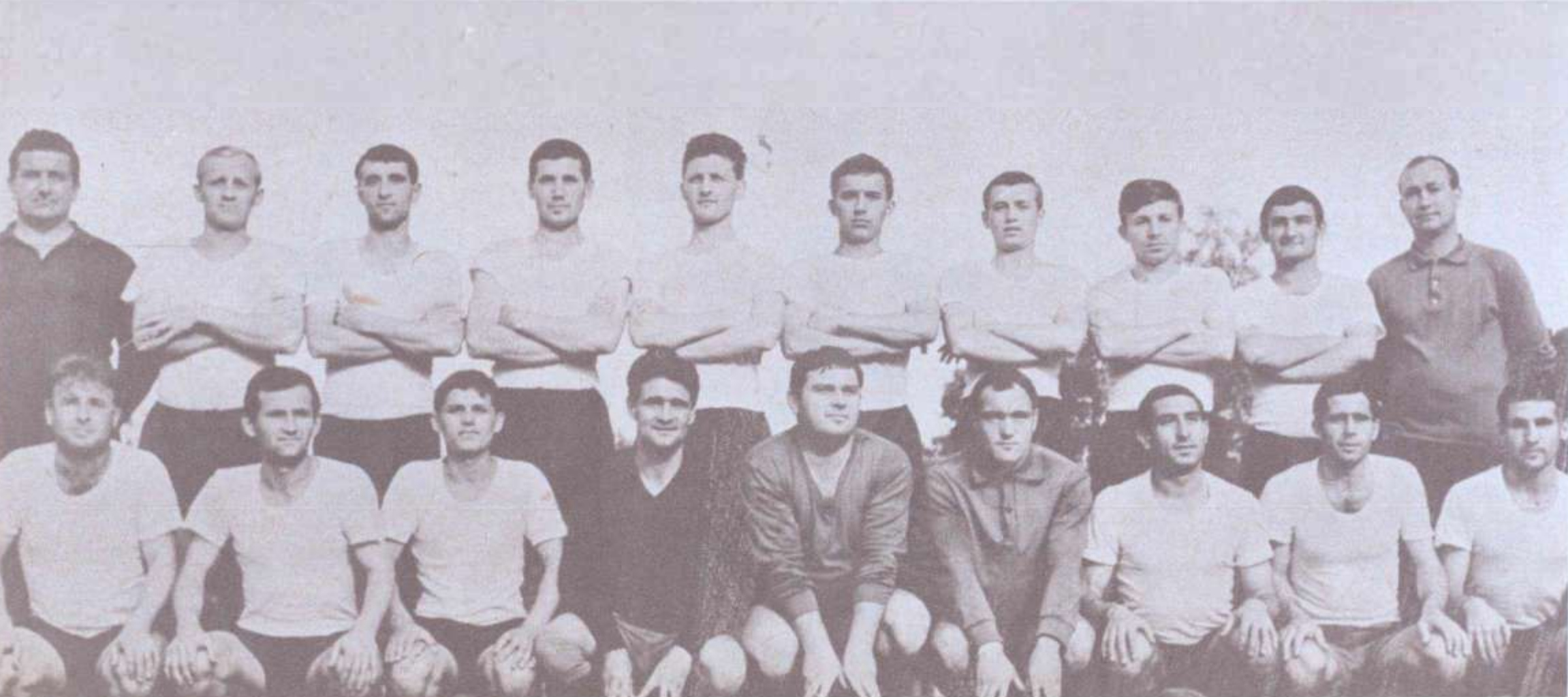
Echipa din sezonul 1966-1967

Unirea Dej a fost înființată în 1921 și, timp de peste patru decenii, a evoluat în campionatele raionale și regionale. În sezonul 1961–62, Unirea a câștigat Campionatul Regional Cluj și a terminat pe locul 2 în Seria a III-a a barajului de promovare, disputat între șase echipe la Mediaș, chiar în spatele echipei AS Cugir, reușind astfel promovarea în Divizia B pentru prima dată în istoria sa.
Clubul și-a atins anii de glorie sub conducerea lui Nicolae Manea, în anii 1995-1997, când a reușit să se claseze pe locul 5, respectiv 3, în fosta Divizia B, echivalentă actualei Liga a II-a. După o perindare de trei ani în Divizia C, Unirea a promovat din nou în ”B” la capătul sezonului 2004-2005 pentru ca, la sfârșitul sezonului 2006-2007, să ajungă din nou în Liga a III-a.
În sezonul 2020/2021, la 100 de ani de la înființare, FC Unirea Dej a încheiat pe locul 2 seria a IX-a a Ligii a III-a și a ajuns la barajul pentru promovare în Liga a II-a. Uniriștii au trecut de Minaur Baia Mare (0-0 în Maramureș, 3-1 pe Municipalul din Dej) și de SCM Zalău (0-0 la Dej, 1-1 la Zalău) și, după 14 ani de absență, au promovat în al doilea eșalon fotbalistic.
Echipa antrenată de Dragoș Militaru (sosit la Dej în ianuarie 2020) a încheiat excelent primul sezon în Liga 2 (2021-2022), pe locul 9, devansând echipe importante precum Poli Iași, Poli Timișoara sau FC Brașov. Ca urmare a rezultatelor obținute, Unirea Dej a fost considerată revelația campionatului. În Play-Out, alb-albaștrii au obținut cinci victorii și au suferit o singură înfrângere, clasându-se pe al doilea loc, după Buzău.
În sezonul 2022-2023, Unirea Dej a terminat sezonul regular pe locul 4 și a reușit cea mai mare performanță din istoria clubului: accederea în Play-off-ul Ligii 2 (alături de echipe de tradiție precum Steaua, Dinamo, Poli Iași, Oțelul Galați, Gloria Buzău) și automat în lupta pentru promovare în SuperLiga României. În același sezon, tehnicianul Unirii Dej, Dragoș Militaru a fost desemnat cel mai bun antrenor din Liga 2 de către Asociația Fotbaliștilor Amatori și Nonamatori (AFAN) România.

## Palmares
Liga a III-a
- Câștigătoare (3): 1965–66, 1993–94, 2003–04
- Locul 2 (7):  1970–71, 1973–74, 1974–75, 1975–76, 1980–81, 1991–92, 2020–21

Liga a IV-a Cluj
- Câștigătoare (2): 1982–83, 1988–89

## Parcursul competițional
| Sezon   | Nivel | Divizie                     | Loc   | Cupa României |
| ------- | ----- | --------------------------- | ----- | ------------- |
| 2024–25 | 3     | Liga a III-a                | 6     |               |
| 2023–24 | 2     | Liga a II-a                 | 18    | Play-off      |
| 2022–23 | 2     | Liga a II-a                 | 6     |               |
| 2021–22 | 2     | Liga a II-a                 | 9     |               |
| 2020–21 | 3     | Liga a III-a (Seria a IX-a) | 2 (P) |               |
| 2019–20 | 3     | Liga a III-a (Seria a V-a)  | 10    |               |
| 2018–19 | 3     | Liga a III-a (Seria a V-a)  | 11    |               |
| 2017–18 | 3     | Liga a III-a (Seria a V-a)  | 14    |               |
| 2016–17 | 3     | Liga a III-a (Seria a V-a)  | 9     |               |
| 2015–16 | 3     | Liga a III-a (Seria a V-a)  | 10    |               |
| 2014–15 | 3     | Liga a III-a (Seria a V-a)  | 14    |               |
| 2013–14 | 3     | Liga a III-a (Seria a V-a)  | 11    |               |
| 2012–13 | 3     | Liga a III-a (Seria a V-a)  | 5     |               |
| 2011–12 | 3     | Liga a III-a (Seria a VI-a) | 12    |               |
| 2010–11 | 3     | Liga a III-a (Seria a VI-a) | 12    |               |
| 2009–10 | 3     | Liga a III-a (Seria a VI-a) | 9     |               |
| 2008–09 | 3     | Liga a III-a (Seria a VI-a) | 15    |               |
| 2007–08 | 3     | Liga a III-a (Seria a VI-a) | 8     |               |

| Sezon     | Nivel | Divizie                    | Loc      | Cupa României    |
| --------- | ----- | -------------------------- | -------- | ---------------- |
| 2006–07   | 2     | Liga a II-a (Seria a II-a) | 17 (R)   |                  |
| 2005–06   | 2     | Divizia B (Seria a III-a)  | 12       | Optimi de finală |
| 2004–05   | 2     | Divizia B (Seria a III-a)  | 13       |                  |
| 2003–04   | 3     | Divizia C (Seria a IV-a)   | 1 (C, P) |                  |
| 2002–03   | 3     | Divizia C (Seria a VIII-a) | 5        |                  |
| 2001–02   | 3     | Divizia C (Seria a VIII-a) | 3        |                  |
| 2000–01   | 3     | Divizia C (Seria a VIII-a) | 6        |                  |
| 1999–2000 | 3     | Divizia C (Seria a VI-a)   | 14       |                  |
| 1998–99   | 2     | Divizia B (Seria a II-a)   | 18 (R)   | Șaisprezecimi    |
| 1997–98   | 2     | Divizia B (Seria a II-a)   | 6        |                  |
| 1996–97   | 2     | Divizia B (Seria a II-a)   | 6        |                  |
| 1995–96   | 2     | Divizia B (Seria a II-a)   | 7        |                  |
| 1994–95   | 2     | Divizia B (Seria a II-a)   | 9        | Optimi de finală |
| 1993–94   | 3     | Divizia C (Seria a IV-a)   | 1 (C, P) |                  |
| 1992–93   | 3     | Divizia C (Seria a IV-a)   | 5        |                  |
| 1991–92   | 3     | Divizia C (Seria a XI-a)   | 2        | Optimi de finală |
| 1990–91   | 3     | Divizia C (Seria a XI-a)   | 13       |                  |

## Stadionul Municipal Dej

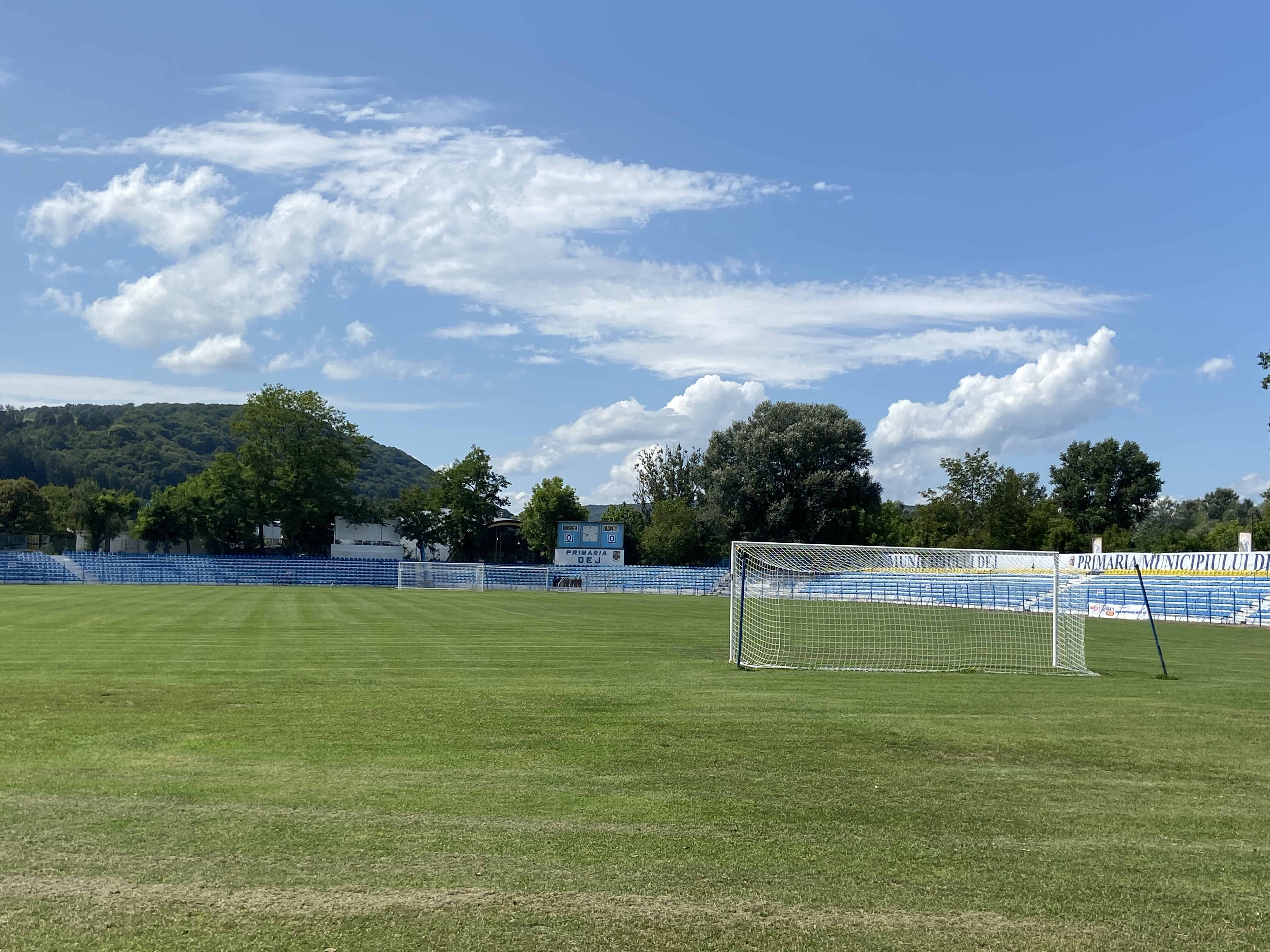

Construit la începutul anilor 1920, Stadionul Municipal Dej este ”casa” Unirii Dej. Odată cu promovarea în Liga 2 în sezonul 2020-2021, stadionul a fost renovat de municipalitate, capacitatea lui fiind de 3000 de locuri.

## Antrenori

### Staff-ul actual (sez. 2025/2026)
| Nume         | Funcție              |
| ------------ | -------------------- |
| Adrian Falub | Antrenor principal   |
| Bucșa Dan    | Antrenor secund      |
| Miron Bogdan | Antrenor cu portarii |

## Jucători

### Lot de jucători (2021/2022)
| Nr. |         | Poziție | Jucător                                         |
| --- | ------- | ------- | ----------------------------------------------- |
| 4   | România | F       | Ionuț Rus (on loan from CFR II Cluj)            |
| 5   | România | F       | Mihai Kereki                                    |
| 6   | România | M       | Marius Cătinean (Captain)                       |
| 7   | România | A       | Andrei Pop                                      |
| 8   | România | M       | Eduard Mészáros                                 |
| 10  | România | M       | Florin Blaj                                     |
| 11  | România | A       | Alexandru Pop (on loan from Farul II Constanța) |
| 12  | România | P       | Claudiu Chindriș                                |
| 13  | România | M       | Cristian Chira (on loan from CFR II Cluj)       |
| 14  | România | M       | Alex Militaru (on loan from CFR II Cluj)        |
| 15  | România | F       | Alin Burdeț                                     |
| 16  | România | F       | Andrei Peter                                    |

| Nr. |                   | Poziție | Jucător                             |
| --- | ----------------- | ------- | ----------------------------------- |
| 17  | România           | M       | Angelo Cocian                       |
| 18  | România           | F       | Alexandru Papp                      |
| 19  | România           | F       | Denis Roș                           |
| 20  | România           | F       | Alexandru Blaj                      |
| 21  | România           | F       | Daniel Pop                          |
| 22  | România           | M       | Vlad Bogdan (on loan from Petrolul) |
| 26  | România           | P       | Patric Todorean                     |
| 27  | România           | P       | Raul Papp                           |
| 39  | Republica Moldova | P       | Dorian Railean                      |
| 77  | România           | A       | Ionuț Frăsineanu                    |
| 98  | România           | A       | Mircea Manole                       |
| 99  | România           | M       | Adrian Pop                          |

### Jucători importanți

#### Portari
- Aurel Nalați - a jucat pentru Gloria Bistrița mulți ani; a promovat cu această echipă în Divizia A.
- Călin Ciucur - a jucat pentru U Cluj, CFR Cluj, Corvinul Hunedoara, Gloria Buzău, Liberty Salonta
- Costel Bădan - a jucat pentru Oțelul Galați mulți ani;
- Ioan Pap Deac - a jucat pentru U Cluj, Gloria Bistrița, Progresul București, Olimpia Satu Mare, FC Baia Mare, FC Bihor Oradea
- Ovidiu Ceclan - a jucat pentru Universitatea Cluj, Corvinul Hunedoara, FC Bihor Oradea, CS Industria Sârmei Câmpia Turzii, ARO Câmpulung Muscel, Inter Blaj
- Vasile Marius Curileac - a jucat pentru Samobil Satu Mare, Cetatea Suceava, CFR Cluj,  Unirea Alba Iulia, FC Snagov
- Emil Ioan Ștef - a jucat pentru FC Iernut, Chimica Târnăveni, CFR Cluj, FC Sibiu, CD Logroñés, Silvania Șimleu Silvaniei

#### Fundași
- Adrian Falub - a jucat pentru FC Basel, FC Național București, U Cluj, Gloria Bistrița și Digenis Morphou. A antrenat  Universitatea Cluj, Sportul Studențesc, Unirea Alba-Iulia, în prezent conducând UTA Arad;
- Andrei Estinca - a jucat pentru UNIO Satu Mare, Olimpia Satu Mare, Someșul Satu Mare, Oașul Negrești, Minerul Turț, Recolta Dorolț, CS Industria Sârmei Câmpia Turzii, Universitatea Cluj, CFR Cluj, Rapid București
- Constantin Cremenițchi - a jucat pentru Universitatea Cluj, FC Baia Mare, FC Internațional Curtea De Argeș
- Cristian Lupuț - a jucat pentru Olimpia Satu Mare, FC Național București, Cimentul Fieni, Ceahlăul Piatra Neamț, FC Bihor Oradea, Petrolul Ploiești, Concordia Chiajna, FCM Târgu Mureș, Arieșul Turda, Luceafărul Oradea, CS Oșorhei, FC Hidișelu de Sus, CS Mădăraș
- Cristian Ivan - a jucat pentru Gloria Bistrița
- Marius Grad - a jucat pentru UTA Arad, Telecom Arad
- Sergiu Costin - a jucat pentru Gloria Bistrița, Olimpia Satu Mare, în prezent evoluează la Oțelul Galați
- Dorin Toma - a jucat pentru FC Baia Mare, FC Dunărea Giurgiu, AS Baia Sprie, Phoenix Baia Mare, CFR Cluj, Gloria Bistrița, FC Maramureș Baia Mare
- Laur Aștilean - a jucat pentru U Cluj, CFR Cluj, Gloria Bistrița, Olimpia Gherla
- Cosmin Vasâie - a jucat pentru U Cluj, CFR Cluj, Ceahlăul Piatra Neamț, UTA Arad, Arieșul Turda
- Ionuț Cazan - a jucat pentru CFR Cluj, Gaz Metan Mediaș, Unirea Alba Iulia, FC Argeș Pitești
- Sabin Goia - a jucat pentru Politehnica Timișoara, CS Industria Sârmei Câmpia Turzii, CFR Cluj, Unirea Alba Iulia, Nyíregyházi Spartacus, Mureșul Deva, Pécsi Mecsek FC
- Marius Robert Süller - a jucat pentru Minerul Vatra-Dornei, U Cluj, Olimpia Gherla
- Călin Zanc - a jucat pentru U Cluj, Corvinul Hunedoara, Sportul Studențesc, Vega Deva, Cetate Deva, Rocar București, AEK București, Poli AEK Timișoara
- Sandu Borș - a jucat pentru Gaz Metan Mediaș, Gloria Bistrița, Apulum Alba Iulia, FCM Reșita, Avântul Reghin
- Paul Papp - a jucat pentru FC Botoșani, FC Farul Constanța, FC Vaslui, în prezent evoluează la AC ChievoVerona

#### Mijlocași
- Sorin Corpodean - a jucat pentru Unirea Alba Iulia, U Cluj, CFR Cluj, CS Industria Sârmei Câmpia Turzii, ASA Târgu Mureș
- Vladimir Tamaș - a jucat pentru FC Bihor Oradea
- Emil Haitonic - a jucat pentru CFR Cluj, U Cluj, Pittsburgh Riverhounds, Cincinnati Riverhawks
- Constantin Olariu - a jucat pentru U Cluj
- Dumitru Halostă - a jucat pentru Gloria Bistrița
- Eugen Voica - a jucat pentru Politehnica Timișoara, U Cluj, Gloria Bistrița, Ceahlăul Piatra Neamț
- Ciprian Deac - joacă pentru CFR Cluj, campioana en-titre a României;
- Daniel Sabou - a jucat pentru FC Baia Mare, Gloria Bistrița, Oașul Negrești, Unirea Alba Iulia, FC Vaslui
- Andrei Boroștean - a jucat pentru CFR Cluj, FC Botoșani, Săgeata Năvodari, Arieșul Turda
- Teodor Balmoș - a jucat pentru CFR Cluj, Gaz Metan Mediaș
- Onișor Mihai Nicorec - a jucat pentru Rapid 2 București, Minerul Lupeni, Gyõri ETO, Gyõri ETO 2

#### Atacanți
- Eusebiu Șuvăgău - a jucat pentru Olt Scornicești, Gloria Bistrița
- Adrian Dulcea - a jucat pentru Gloria Bistrița, Olimpia Satu Mare, Gyõri ETO, Gaz Metan Mediaș, CFR Cluj, Jiul Petroșani, FC Argeș Pitești, CS Mioveni, Alro Slatina
- Alexandru Gego - a jucat pentru FC Oradea, CSM Reșița, Unirea Alba Iulia, Gaz Metan Mediaș, FCM Târgu Mureș, Minerul Lupeni, Silvania Șimleu Silvaniei, FC Maramureș Baia Mare
- Dumitru Mitu - a jucat pentru CFR Cluj, FC Brașov, NK Osijek, HNK Rijeka, Dinamo Zagreb, Faur București, Farul Constanța, UTA Arad, Panathinaikos Atena, Qingdao Zhongneng, Changchun Yatai
- Tiberiu Zelencz - a jucat pentru FC Baia Mare, CFR Cluj, Corvinul Hunedoara, Corona Brașov
- Viorel Sântejudean - a jucat pentru U Cluj, Mureșul Deva, Arieșul Turda
- Octavian Chihaia - a jucat pentru Dinamo București.
- Albu Gheorghe - a jucat pentru A.S.A Targu Mures,Chimica Tarnaveni,Gaz Metan Medias,Unirea Ungheni